# Pferdeausfuhr

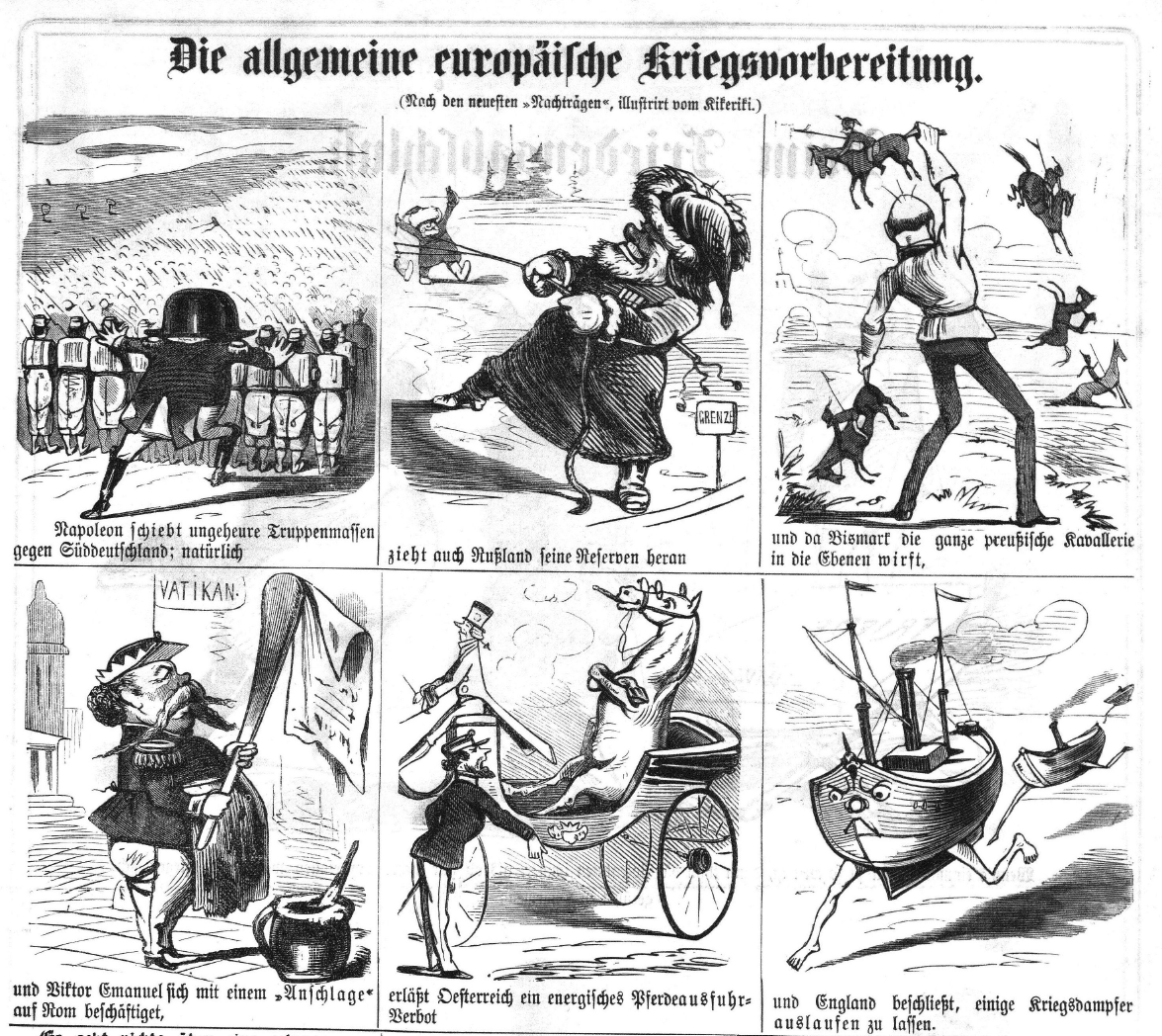
Karikatur von 1870: „erläßt Oesterreich ein energisches Pferdeausfuhr-Verbot“ (Bild unten Mitte)

Die Pferdeausfuhr war ein im 19. und frühen 20. Jahrhundert etablierter Begriff der Politik. Weil Pferde bedeutend für den Transport von Soldaten und Kanonen waren, galt die Pferdeausfuhr als Waffenexport.

## Geschichte
Der Begriff taucht verstreut seit Beginn des 19. Jahrhunderts in Kurzmeldungen auf, etwa im Februar 1812, als Württemberg ein Verbot der Pferdeausfuhr bekannt gab. Im Oktober 1840 erließen erstmals mehrere deutsche Staaten, allen voran Preußen, ein Verbot der Pferdeausfuhr. Der Vorgang zielte gegen Frankreich. Frankreich reagierte mit der Drohung, die Artillerie und den „Wagenträn“ mit 20.000 Pferden aufzurüsten. Wenig später erließ Österreich ein Verbot der Pferdeausfuhr und zudem der „Pferdedurchfuhr“. Ein Jahr später wurde es nach politischen Konzessionen Frankreichs wieder aufgehoben. Der Begriff hatte sich damit im Sprachgebrauch der Außenpolitik etabliert.
Das Verbot der Pferdeausfuhr wurde mehrmals neu aufgesetzt und zurückgenommen, etwa im März und April 1849. 1851 suchte das Großherzoglich badische Stadtamt einen Zeugen in einem Strafverfahren gegen einen Bürger aus dem Schwarzwald wegen Pferdeausfuhr. Im Februar 1859 stellte sich Bayern auf die Seite Österreichs und verbot wie dieses die Ausfuhr von Pferden. Die Presse interpretierte das als „eindeutige Stellung in einem Krieg Frankreichs gegen Österreich“. Posen vermeldete im selben Jahr „starke Pferdeaufkäufe“ durch Österreich. Die Pferdetransporte von Baden nach Frankreich fanden über Züge statt; es handelte sich ausschließlich um „schwere Artillerie-Pferde“.
Der Deutsch-Französische Krieg brachte allein auf deutscher Seite innerhalb von drei Wochen bis zum 12. August 640.000 Soldaten und 170.000 Pferde an die Front. Nach dem Krieg hielt sich das Verbot der Pferdeausfuhr, und Frankreich suchte den Kontakt zu privaten Pferdehändlern, auch russischen und ungarischen, um über Umwege an die Tiere zu gelangen. Auch Italien und Großbritannien litten unter dem Verbot. Dreiviertel der Wagen- und Zugpferde für London kamen aus Deutschland. Die Londoner Sporting Gazette schrieb 1875, dass ein Großteil der britischen Kavalleriepferde aus Deutschland kämen und Frankreich 10.000 und Spanien 5000 Pferde für ihre Armeen zu kaufen suchten. Ein Verbot von Pferdeausfuhr bestand auch gegenüber der Türkei und musste von der serbischen Regierung sichergestellt werden.

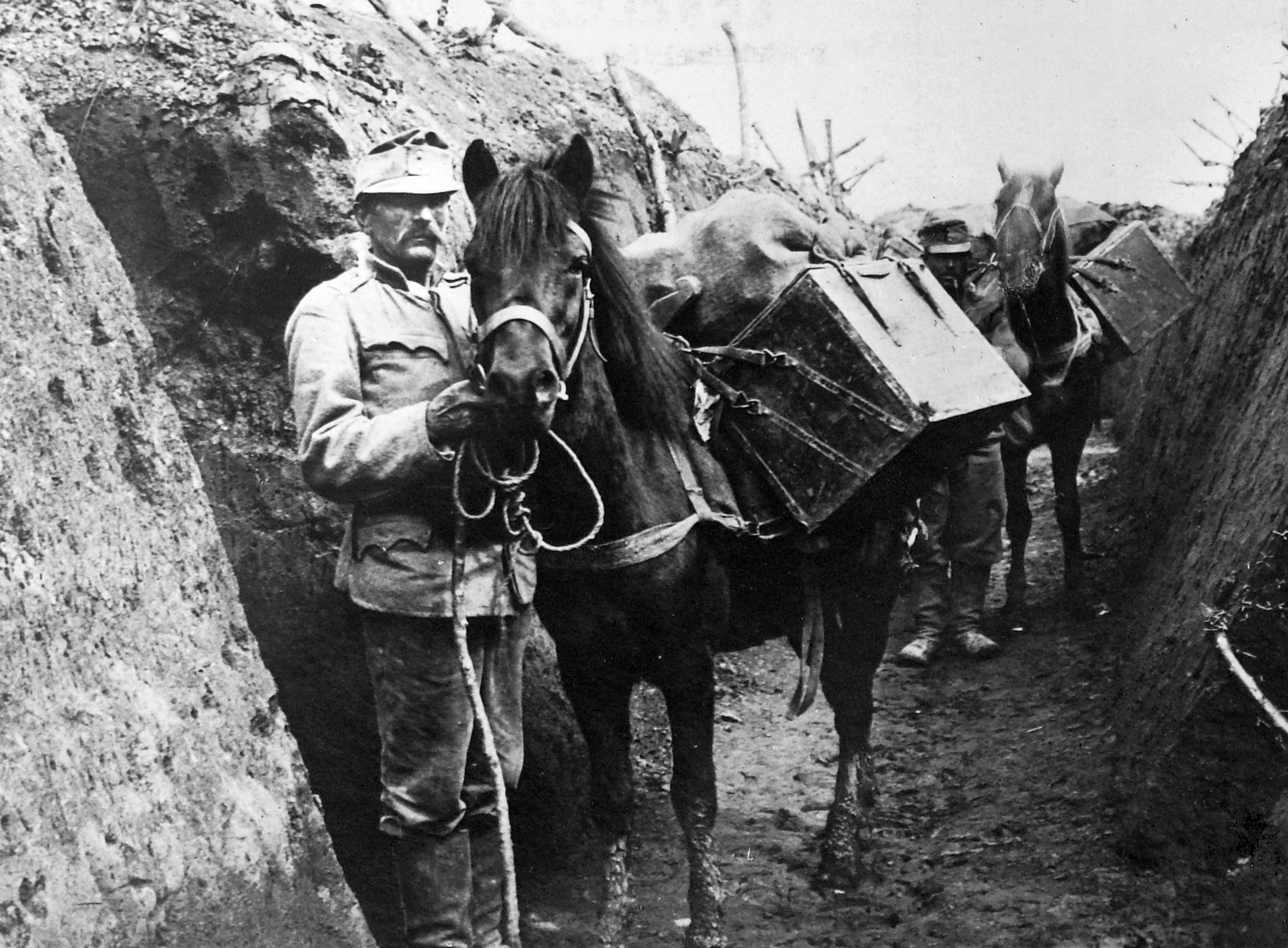
Pferd im Kriegseinsatz (Erster Weltkrieg, Schützengraben)

Im Vorfeld des Ersten Weltkriegs lag die Strafe für Pferdehändler, die gegen das europaweite Pferdeausfuhr-Verbot verstießen, bei zwei Jahren Gefängnis. 1915 stellte das Wall Street Journal eine Statistik der Waffenausfuhr an die Entente-Mächte während des Kriegsmonats November 1914 auf und nannte dabei 28.000 Pferde im Wert von über 5 Millionen Dollar. Im Jahr zuvor hatte die Pferdeausfuhr nur 1112 Tiere umfasst. In dem Krieg waren an die 20 Millionen Pferde im Einsatz; etwa die Hälfte kam ums Leben.

Nach dem Krieg drehte sich der Spieß um: Das deutsche Reich begrüßte eine Öffnung der Pferdeausfuhr von Nachbarstaaten wie den Niederlanden, Dänemark, Frankreich und Belgien. In den 1920er Jahren verlor sich der Begriff allmählich. Die Automobilisierung hatte Pferde für anstehende militärische Auseinandersetzungen weniger attraktiv gemacht, auch wenn vor allem Hauspferde im Zweiten Weltkrieg noch eine Rolle spielten. Für diplomatische Drohgebärden war der Stopp von Pferdeausfuhr ohne Bedeutung geworden. Das Wort Ausfuhr wurde durch Export ersetzt, und Pferde gehörten zum Viehexport. Einer der letzten Einträge zur Pferdeausfuhr findet sich im Mittelbadischen Courier von 1929:
„Am 12. Juni fanden Besprechungen über Forderungen und Wünsche der österreichischen Landwirtschaft auf dem Gebiete der Vieh- und Pferdeausfuhr statt. Die Verhandlungen gingen von dem einheitlichen Willen aus, die wirtschaftliche Annäherung der beiderseitigen Landwirtschaften soweit als möglich zu fördern und die einschlägigen Interessen in freundschaftlicher Art zu behandeln.“